# Ханаан

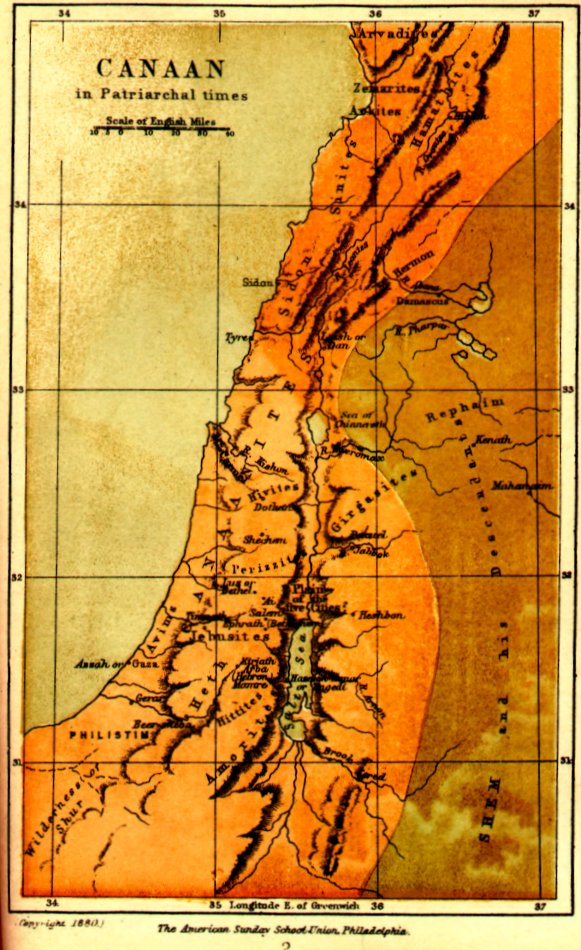
Карта древнього Ханаану

32°46′00″ пн. ш. 35°20′00″ сх. д. / 32.766667° пн. ш. 35.333333° сх. д.
Ханаан (івр. כְּנַעַן, араб. کنعان) — географічний регіон на східному березі Середземного моря, західна частина Родючого півмісяця. Охоплює територію сучасного Лівану та південної частини Сирії на півночі до регіону Негев на території сучасного Ізраїлю та Гази на півдні. На сході він межує з річкою Йордан та Мертвим морем. Рідше термін позначає лише Фінікію або лише Філістію.

## Етимологія та походження назви
Етимологія слова «Ханаан» є суперечливою. Слово «Ханаан» (Кнаа́н) походить від семітського кореня «kn‘», що означає «вигинатися униз, низько вклонятися, схилятися», ймовірно, мається на увазі регіон заходу сонця (тобто Захід; еквівалент Амурру). Якщо ця етимологія правильна, то цей термін має фундаментально східну орієнтацію.
Це ім'я в давні біблійні часи мала країна на захід від річки Йордан. За біблійними даними, там був Авраам.
Назвою Ханаан цієї області ми в основному завдячуємо Біблії (у Танах Ханаан згадується 94 рази, а ханаанеянин — 73 рази), хоча в історичних джерелах Стародавнього Єгипту та інших сусідніх країн вона мала й інші назви (фараони Нового царства Єгипту називали цю територію Речену). В 1-й книзі Біблії (Бут. 10) розповідається, що четвертий син Хама Ханаан оселився в цьому краї і породив своїх нащадків.

## Історія
В IV - III тис. до н. е. у фінікійців виникли міста-держави Угарит, Бібл, Сидон. З ІІІ тис. до н. е. відомі міста на території сучасних Ізраїлю та Палестини з'явилися міста Хацор, Єрихон, Єрусалим, Гезер, Ай, Арад та інші.
Терміни «Ханаан» та пов'язані з ним язичницькі ханаанці вперше згадуються в першій половині ІІ тис. до н. е. та з'являються в єгипетських, аккадських, хеттських, угаритських, фінікійських, єврейських та грецьких джерелах. У деяких грецьких текстах Фінікія використовується як альтернативне позначення Ханаану. Зв'язок з цим відомим торговельним центром, ймовірно, пояснює біблійне використання терміна «ханаанеянин» у значенні «купець».
Як відомо з писемних джерел Стародавнього Єгипту, міста Ханаану вели жваву торгівлю з Єгиптом в ІІІ - ІІ тис. до н. е. З території Ханаану вийшли гіксоси, котрі завоювали Єгипет і владарювали в ньому близько 1670—1580 рр. до н. е. Але вже сам Єгипет завоював Ханаан і панував у ньому бл. 1500—1200 рр. до н. е. У 14 ст. до н. е. євреї завоювали значну частину Ханаану, частково знищивши місцеве населення. Бл. 1200—1150 рр. до н. е. прилеглі до Середземного моря райони Ханаану зазнали нашестя народів моря. Ці народи, серед яких філістимляни, тйеккери, шердани поклали кінець владі Єгипту в Ханаані, та заснували власні держави.

## Населення Ханаану
Населення Ханаану складали фінікійці, євусеї, амореї, хаматеяни, арвадеяни, гіргашеяни та інші племена, які, згідно з текстами Біблії, були нащадками Ханаана.
Згідно з Книгою Буття, Ханаан проклятий служити синам Ноя, Симу та Яфету, однойменним предкам семітських та північносередземноморських народів. Однак археологічні знахідки свідчать про те, що самі ізраїльтяни походили від ханаанеїв. Таким чином, така ворожість до ханаанеїв, а також інші біблійні приклади антиханаанських настроїв (наприклад, у Повторення Закону), ймовірно, відображають спроби внутрішньоханаанської диференціації.